# Anopheles noniae
Anopheles noniae este o specie de țânțari din genul Anopheles, descrisă de Reid în anul 1963. Conform Catalogue of Life specia Anopheles noniae nu are subspecii cunoscute.